# Mustela itatsi
La donnola giapponese (Mustela itatsi Temminck, 1844) è un carnivoro della famiglia dei Mustelidi. In passato è stata spesso considerata una sottospecie della donnola siberiana (Mustela sibirica).

## Descrizione

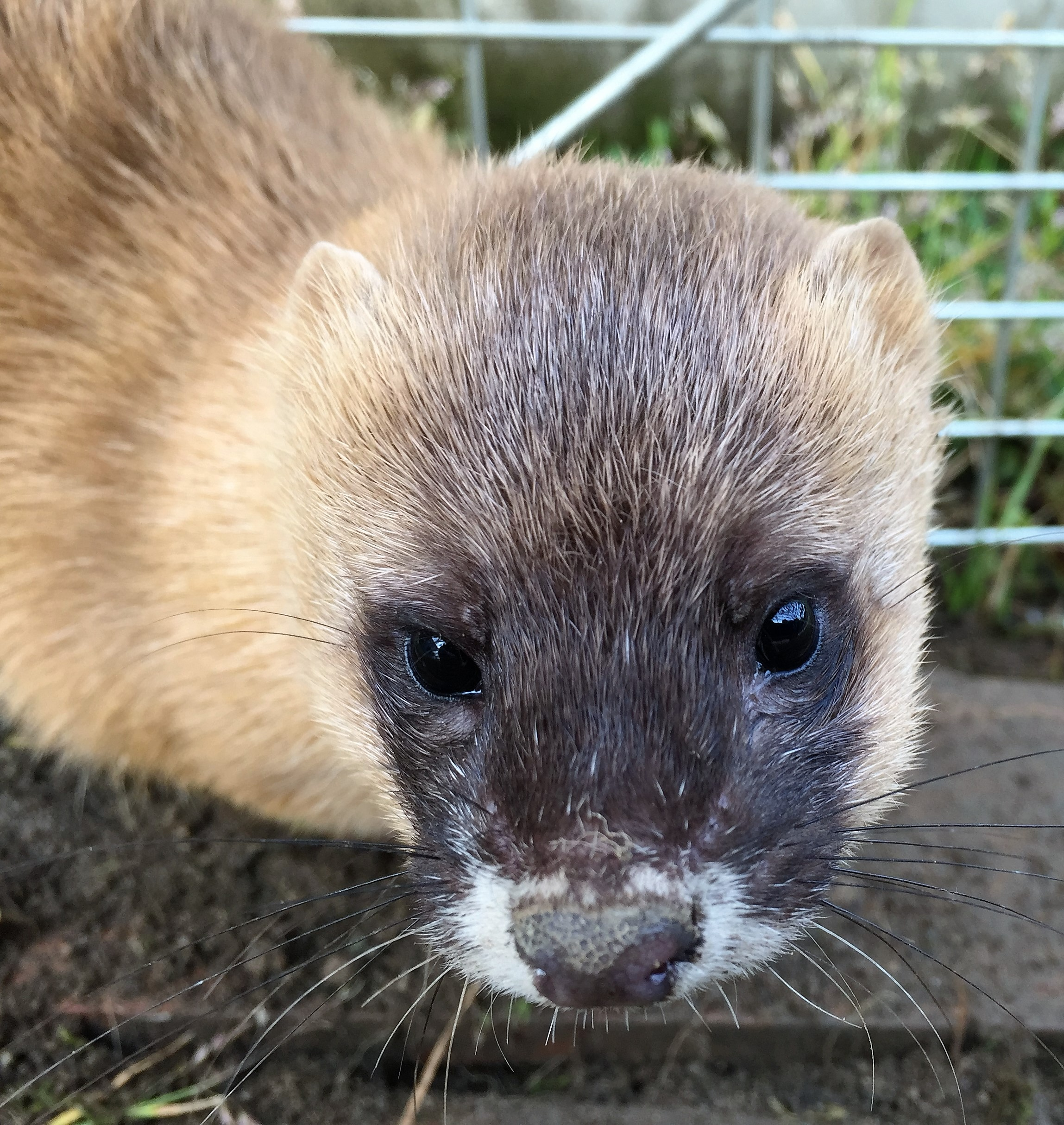
Primo piano.

I maschi hanno una lunghezza testa-corpo di 28–39 cm, una coda di 15,5–21 cm e un peso di 650-820 g; da adulti, pesano quasi il doppio delle femmine. Nelle femmine la lunghezza testa-corpo è di 25-30,5 cm, quella della coda di 13,3-16,4 cm e il peso di 360-460 g. La donnola giapponese ha corpo lungo e snello e zampe corte. Il manto estivo è marrone scuro, mentre quello invernale è di un marrone più chiaro, quasi giallastro. Il labbro superiore e il mento sono bianchi.

## Distribuzione e habitat
L'areale della specie si estende sulle isole giapponesi di Honshū, Kyūshū, Shikoku, Sado, sulle isole Oki, a Izu Ōshima, Awaji-shima, Shōdoshima, Iki, sulle isole Gotō, a Yakushima e Tanegashima. Nel 1880 la donnola giapponese è stata anche introdotta con successo su Hokkaidō. Per tenere sotto controllo la popolazione di ratti, essa è stata inoltre introdotta su più di 50 isole, tra cui Sachalin, Rishiri, Rebun, Miyake-jima, Hachijō-jima, Aogashima, Aoshima (nella Prefettura di Nagasaki), Kuchino-shima, Nakano-shima, Suwanose-jima, Hira-jima, Akuseki-jima, Kikai-shima, Okinoerabu-jima, Yoronjima (nella Prefettura di Kagoshima), Zamami, Akajima, Minami-daitō, Kita-daitō, Irabu-jima, Iriomote e Hateruma (nella Prefettura di Okinawa).
La donnola giapponese è presente nelle foreste vicino all'acqua, a volte nei pressi degli insediamenti umani.

## Biologia
La donnola giapponese ha abitudini solitarie e va in cerca di cibo durante la notte. Si nutre soprattutto di insetti, pesci, rettili e piccoli mammiferi, tra cui ratti. Integra questa dieta con frutta in inverno e primavera, nonché con artropodi e crostacei in estate e in autunno. Poco si sa circa le abitudini riproduttive. La stagione degli amori ha luogo verso la fine dell'inverno e i piccoli nascono in primavera.

## Conservazione
La donnola giapponese è ancora piuttosto numerosa e viene classificata come «specie a rischio minimo» (least concern) dalla IUCN.